# Antonín Štuka
Antonín Štuka (29. února 1908 Černá Hora – 7. října 1943 Vratislav) byl český úředník vlakové pošty zapojený za druhé světové války v protinacistickém odboji. Zachycoval a ničil udavačské dopisy adresované gestapu. Po prozrazení odbojové skupiny byl zatčen a roku 1943 popraven.

## Rodina
Antonín Štuka se narodil 29. února 1908 v Černé Hoře u Brna jako nejstarší ze synů z devíti dětí krejčího a černohorského radního Rudolfa Štuky. Na gymnáziu i na lékařské fakultě v Brně patřil k vynikajícím studentům. Jeho studia přerušila až svatba s Marií Novotnou v létě 1929.  Aby zajistil rodinu, opustil Antonín studium medicíny a přijal místo poštovního adjunkta.
Syn Ivo Štuka, pozdější básník a redaktor, se jim narodil 10. února 1930, spisovatelka Ilona Borská byla jeho snacha (která se s Antonínem Štukou nesetkala).

## Odboj
Počátkem druhé světové války pracoval Antonín Štuka u vlakové pošty. Spolu se svými přáteli a spolupracovníky založili odbojovou skupinu zapojenou „První kurýrní sbor Pravda vítězí“. Pálili balíky polní pošty, ničili svolávací lístky, otevírali vojensky důležité zásilky a vybírali jejich obsah. Zachycovali a ničili udavačské dopisy adresované gestapu. V polovině listopadu 1942 byl Antonín Štuka zatčen, uvězněn a mučen v Kounicových kolejích v Brně. V červenci roku 1943 byl ve Vratislavi odsouzen a 7. října popraven. Po válce byl in memoriam vyznamenán Československým válečným křížem. Popravené odbojáře připomíná pamětní deska v budově bývalé pošty Kounicova 26.

## Tvorba
Předválečná literární tvorba Antonína Štuky byla spíše nahodilá. V cele Kounicových kolejí napsal na útržky papíru své největší dílo – ponurou báseň „Nezapomeň“, kterou Jaroslav Seifert přirovnává k pozdějším dílům Vladimíra Holana. Rukopis schovaný nejprve pod uvolněnými parketami z cely vynesl na svobodu jeho spoluvězeň V. Zeman. Vydání se dočkala v prosinci 1946.

## Citát
...
A v chlopních srdce šelestí
jak listím deroucí se brouci.
...
Nezapomeň, (1942–43)

## Pocty
- Československý válečný kříž 1939  in memoriam
- Jeho jméno je uvedeno na pamětní desce obětí 2. světové války v Prostějově, ve vestibulu budovy bývalé reálky.
- Pamětní deska: Kounicova 26/01, Brno